# Syzeuctus bicolor
Syzeuctus bicolor är en stekelart som beskrevs av Szepligeti 1899. Syzeuctus bicolor ingår i släktet Syzeuctus och familjen brokparasitsteklar. Inga underarter finns listade i Catalogue of Life.